# Сашко Гаврилов
Сашко Гаврилов е германски цигулар и педагог от български произход.

## Биография
Роден е на 20 октомври 1929 г. в Лайпциг, Германия. Син е на известния цигулар и педагог Йордан Гаврилов (1904 – 1997), основател на детска музикална студия (1925) и на детска музикална школа (1951) в Лом.
Първите си уроци по цигулка получава от своя баща, завършил консерваторията в Лайпциг (1931), цигулар в симфоничния Гевандхаус оркестър (Gewandhausorchester), Лайпциг и цигулков педагог. След това учи при Валтер Дависон, Густав Хавеман и Мартин Ковач (ученик на Давид Ойстрах и Йеньо Хубай). Известно време живее в България заедно със семейството си, след което се завръща в Германия.
След завършване на музикалното си образование печели редица международни награди, между които от конкурса „Паганини“, Генуа (1959 г., втора награда) и награда за културни постижения на град Нюрнберг.
Работи като концертмайстор на Дрезденската филхармония, Берлинската филхармония, Берлинския симфоничен радиооркестър, Оперния оркестър на Франкфурт и Хамбургския симфоничен оркестър.
С преподавателска дейност започва да се занимава най-напред в Нюрнберг, в 1966 г. става професор в Северогерманската музикална академия (Детмолд). През 1969 г. става професор във Висшето училище за изкуства „Фолкванг“ (Folkwangschule, сега Университет за изкуства „Фолкванг“) в Есен. От 1982 г. е професор във Висшето музикално училище в Кьолн, където остава до пенсионирането си в 1996 г.
Като солист участва в многобройни концерти под диригентството на такива известни диригенти като Дьорд Шолти, Пиер Булез, Кристоф фон Дохнани, Елиаху Инбал, Михаел Гилен, Еса-Пека Салонен, Маркус Стенц, Гари Бертини и Алфред Шнитке.
През 1992 г. изпълнява соловата партия в дългоочакваната премиера на цигулковия концерт на Дьорд Лигети (Ligeti György), посветен на него, с оркестъра „Модерен ансамбъл“ (Ensemble Modern). Година по-късно е американската премиера с Филхармонията на Лос Анджелис под диригентството на финландския диригент и композитор Еса-Пека Салонен. В следващите 10 години изпълнява този концерт над 70 пъти.